# Dīmītrīs Lolas
Dīmītrīs Lolas (in greco Δημήτρης Λόλας?; Larissa, 31 gennaio 1986) è un cestista greco.

## Carriera
Con la Grecia under 26 ha disputato i Giochi del Mediterraneo di Pescara 2009.